# قلب یک مخاطب
قلب یک مخاطب (به انگلیسی: Heart of the Beholder) یک فیلم درام در سال ۲۰۰۵ است که توسط کن کپیتون ساخته و کارگردانی شده‌است. این مبتنی بر تجربه شخصی کپیتون به عنوان صاحب کلوب‌های اجاره فیلم در دهه ۱۹۸۰ است.
تیپتون و خانواده اش اولین کلوب فیلم را در سال ۱۹۸۰ در سنت لوئیس افتتاح کرده بودند. تجارت آنها توسط کمپین بنیادگرایان مسیحی که اعتراض به حمل فیلم زنجیره ای آخرین وسوسه مسیح برای اجاره دادن اعتراض داشتند، نابود شد.